# Hanna Thompson
Hanna Thompson, född den 1 november 1983 i Rochester, New York, är en amerikansk fäktare som tog OS-silver i damernas lagtävling i florett i samband med de olympiska fäktningstävlingarna 2008 i Peking.